# Motorsavsmassakren 2
Motorsavsmassakren 2 er en amerikansk film fra 1986 med Dennis Hopper i hovedrollen. Filmen blev som sin forgænger instrueret af Tobe Hooper. 

## Handling
Der er gået 14 år siden de grusomme mord der fandt sted i den første film. Mordende begynder nu igen – og det får Lt. Lefty (Dennis Hopper) til at tage sagen i egen hånd, da hans nevø var en af ofrene for 14 år siden. Med hjælp fra en lokal radio dj, der ved et tilfælde optog lyden fra et mord på live radio da de der ringede endte som ofre, finder Lefty frem til den kannibalistiske familie, der stadig lever i bedste velgående. De holder nu til under en gammel forladt forlystelsespark, og her begynder jagten på at ende familien én gang for alle.

## Modtagelse
2'eren var ikke ligeså populær som den første, men dette havde nok også noget at gøre med at folk efterhånden var spist af med horrorgenren i 1980'erne, med Fredag d. 13., Hellraiser, Nightmare on Elm Street, Halloween og mange andre på markedet. Filmen var dog langt mere blodig og voldelig end sin forgænger, og dette har den vundet en del fans på. Dog er filmen i modsætning til 1'eren humoristisk og overspillet. Hvor mange fik et godt gys ud af 1'eren fik de fleste et godt grin ud af 2'eren. Det var også første, og eneste gang, at publikum fik kendskab til Leatherfaces anden broder Chop Top der blev en populær figur.

## Medvirkende
- Dennis Hopper som Lt. Lefty
- Caroline Williams som Stretch
- Bill Johnson som Leatherface
- Jim Seadow som Drayton Sawyer
- Bill Moseley som Chop Top